# John Dobson
John Lowry Dobson, född 14 september 1915 i Peking i Kina, död 15 januari 2014 i Burbank i Kalifornien, var en känd amerikansk amatörastronom. I astronomikretsar är han välkänd till följd av att Dobsonteleskopet har uppkallats efter honom. Han uppfann denna teleskoptyp, som brukas av flertalet amatörastronomer. Han är mindre känd för sina ansträngningar att uppmärksamma astronomi genom ”trottoarastronomi”. Dobsons popularitet, i synnerhet det att han förknippas med teleskopbyggen, gjorde att han ofta inbjöds till sammankomster för amatörastronomer. Han använde ofta sitt inflytande till att uppmärksamma sina okonventionella kosmologiska åsikter.

### Fotnoter
1. ↑  läs online, The Los Angeles Times  .[källa från Wikidata]
2. ↑  geni.com.[källa från Wikidata]
3. ↑  In Memoriam: John Dobson (1915 - 2014) Arkiverad 20 januari 2014 hämtat från the Wayback Machine.